# Camille Pleyel
Camille Pleyel, född 18 december 1788 i Strasbourg, död 4 maj 1855 i Paris var en fransk musiker och direktör för musikfirman Pleyel.
Pleyel studerade under sin faders, Ignace Pleyel, ledning och senare för Desormy, Jan Ladislav Dussek och Daniel Steibelt. Han gjorde flera studieresor, framför allt till London och kom in i faderns firma från 1815, som då fick namnet Ignace Pleyel et Fils aîné (”Ignace Pleyel och äldste son”). Från 1824 övertog han hela ansvaret för firman. 1829 startade han tillsammans med Friedrich Wilhelm Kalkbrenner pianotillverkning för flera av dåtidens pianovirtuoser och tonsättare, såsom Franz Liszt och Frédéric Chopin. Han lät också inrätta två konsertlokaler en med 150 platser och en med 500 i närheten av pianofabriken.
Vid sidan av sin affärsverksamhet var Pleyel också pianist och tonsättare. Han skrev en stråkkvartett, tre trior för piano, violin och cello och ett stort antal rondo och fantasier.
Hans hustru, Marie Pleyel som var pianovirtuos blev berömd då hon vid 14 års ålder spelade Kalkbrenners första pianokonsert.
Pleyel blev riddare av Hederslegionen och vid hans död 1855 övertogs företaget av Kalkbrenners son Auguste Wolff.